# دفارز دور درينثي 2015
دفارز دور درينثي 2015 (بالهولندية: Dwars door Drenthe 2015 )‏ هو سباق دراجات هوائية، وهو الموسم رقم 3 من نفس السباق، وأقيم في 15 مارس 2015، وامتدّ لمسافة 196.8 كيلومتر، وهو أحد سباقات طواف أوروبا للدراجات 2015، وهو من نوع سباق يوم واحد، وقد شارك في السباق 174 متسابقاً، ووصل إلى نهايته 116 متسابقاً.
فاز فيه بالمركز الأول مانويل بيليتي، وبالمركز الثاني باري جوهانس، وبالمركز الثالث Michael Carbel ‏، والفائز حسب ترتيب السرعة Coen Vermeltfoort ‏.

## الفرق
| فريق عالمي- Lotto NL-Jumbo فرق قارية محترفة (10)- Bora-Argon 18 - كاجا رورال-سيغوروس 2015 ‏ - CCC Development Team ‏ - Cult Energy Pro Cycling ‏ - تيم نوفو نورديسك ‏ - رومبوت تشارلز ‏ - ساوث إيست 2015 ‏ - سبورت فلاندرين بالويس 2015 ‏ - UnitedHealthcare Pro Cycling (men's team) ‏ - Wanty-Groupe Gobert فرق قارية (12)- Alecto Cycling Team ‏ - CCT p/b Champion System ‏ - كولوكويك 2015 ‏ - تيم كووب ‏ - Destil–Parkhotel Valkenburg ‏ - Delta Cycling Rotterdam ‏ - Leopard TOGT Pro Cycling ‏ - ميتك-تي كي إتش مانتيل 2015 ‏ - Parkhotel Valkenburg CT ‏ - ريوال بلاتفورم 2015 ‏ - SEG Racing Academy ‏ - Team Tre Berg–PostNord ‏ |  |
| |  |

## وصلات خارجية
- الموقع الرسمي
- دفارز دور درينثي 2015 على موقع إحصائيات الدراجات الإحترافية (الإنجليزية)